# Tomas Bastos
Tomas Almino Bastos Silva (Araguaína, 30 aprile 1992) è un calciatore brasiliano, centrocampista del Caxias.

## Carriera
Ha giocato nella prima e nella seconda divisione brasiliana.

## Statistiche

### Presenze e reti nei club
Statistiche aggiornate al 16 agosto 2021.
| Stagione            | Squadra             | Campionato          | Campionato | Campionato | Coppe nazionali | Coppe nazionali | Coppe nazionali | Coppe continentali | Coppe continentali | Coppe continentali | Altre coppe | Altre coppe | Altre coppe | Totale | Totale |
| Stagione            | Squadra             | Comp                | Pres       | Reti       | Comp            | Pres            | Reti            | Comp               | Pres               | Reti               | Comp        | Pres        | Reti        | Pres   | Reti   |
| ------------------- | ------------------- | ------------------- | ---------- | ---------- | --------------- | --------------- | --------------- | ------------------ | ------------------ | ------------------ | ----------- | ----------- | ----------- | ------ | ------ |
| 2013                | J. Malucelli        | A1/PR+D             | 18+6       | 0          |                 | -               | -               |                    | -                  | -                  |             | -           | -           | 24     | 0      |
| 2014                | J. Malucelli        | A1/PR               | 13         | 3          | CB              | 4               | 0               |                    | -                  | -                  |             | -           | -           | 17     | 3      |
| Totale J. Malucelli | Totale J. Malucelli | Totale J. Malucelli | 37         | 3          |                 | 4               | 0               |                    | -                  | -                  |             | -           | -           | 41     | 3      |
| 2014                | Boa Esporte         | B                   | 26         | 15         |                 | -               | -               |                    | -                  | -                  |             | -           | -           | 26     | 15     |
| 2015                | Botafogo            | A/RJ+B              | 16+14      | 1+1        | CB              | 3               | 1               |                    | -                  | -                  |             | -           | -           | 33     | 3      |
| 2016                | J. Malucelli        | A1/PR               | 12         | 4          |                 | -               | -               |                    | -                  | -                  |             | -           | -           | 12     | 4      |
| 2016                | Ceará               | B                   | 9          | 0          | CB              | 3               | 1               |                    | -                  | -                  |             | -           | -           | 12     | 1      |
| 2017                | J. Malucelli        | A1/PR               | 11         | 3          |                 | -               | -               |                    | -                  | -                  |             | -           | -           | 11     | 3      |
| 2017                | Coritiba            | A                   | 12         | 2          |                 | -               | -               |                    | -                  | -                  |             | -           | -           | 12     | 2      |
| 2018                | Atl. Goianiense     | PD/GO+B             | 12+21      | 4+3        | CB              | 1               | 0               |                    | -                  | -                  |             | -           | -           | 34     | 7      |
| 2019                | Paysandu            | C                   | 7          | 5          |                 | -               | -               |                    | -                  | -                  |             | -           | -           | 7      | 5      |
| 2020                | Operário-PR         | A1/PR+B             | 10+25      | 1+1        | CB              | 2               | 0               |                    | -                  | -                  |             | -           | -           | 37     | 2      |
| 2021                | Operário-PR         | A1/PR+B             | 13+8       | 1+0        | CB              | 2               | 1               |                    | -                  | -                  |             | -           | -           | 23     | 2      |
| Totale Operário-PR  | Totale Operário-PR  | Totale Operário-PR  | 56         | 3          |                 | 4               | 1               |                    | -                  | -                  |             | -           | -           | 60     | 4      |
| Totale carriera     | Totale carriera     | Totale carriera     | 233        | 44         |                 | 15              | 0               |                    | -                  | -                  |             | -           | -           | 248    | 44     |

## Palmarès

### Club

#### Competizioni nazionali
- Campeonato Brasileiro Série B: 1

Botafogo: 2015